# Ius civile
En el derecho Romano, el Ius civile, era el conjunto de reglas que regularon las relaciones entre todos los ciudadanos Romanos, que fueron conocidos en la Antigua Roma como quirites, por lo cual el Ius Civile es conocido también como Derecho Quiritario o Derecho de los Quirites.
En Roma, el ius civile comprendía todo el derecho de la ciudad. Así englobaba tanto normas de derecho privado como de derecho público, aunque estas últimas eran escasas.
Decía Gayo al respecto:

Todos los pueblos que se rigen por las leyes y costumbres, usan en parte su derecho propio, y en parte el derecho común a todos los hombres, pues el derecho que cada pueblo establece para sí, ése es suyo propio, y se llama derecho civil, propio de la ciudad por así decirlo...